# Kichatna River
Der Kichatna River ist ein 85 Kilometer langer rechter Nebenfluss des Yentna River im US-Bundesstaat Alaska.

## Verlauf
Der Kichatna River hat seinen Ursprung an der Gletscherzunge des Caldwell-Gletschers in den Kichatna Mountains im Süden der Alaskakette. Er entwässert die Südflanke der Cathedral Spires. Er fließt anfangs fünf Kilometer nach Süden. Unterhalb der Einmündung des Morris Creek von rechts wendet sich der Fluss nach Südosten. Dabei bildet sein Flusstal die Südgrenze der Kichatna Mountains. Der Kichatna River erreicht langsam das Tiefland und wendet sich nach insgesamt 40 Kilometer nach Osten. Nach weiteren 25 Kilometern trifft der Nakochna River von links auf den Kichatna River. Dieser fließt anschließend auf seinen letzten Kilometern erneut in südöstlicher Richtung. Der Kichatna River entwässert ungefähr ein Areal von 1250 km².